# Championnat du Luxembourg de football 1968-1969
Navigation
Saison précédente Saison suivante
La saison 1968-1969 du Championnat du Luxembourg de football était la 55e édition du championnat de première division au Luxembourg. Les douze meilleurs clubs du pays se retrouvent au sein d'une poule unique, la Division Nationale, où ils s'affrontent deux fois, à domicile et à l'extérieur. À l'issue du championnat, les deux derniers du classement sont relégués et remplacés par les deux meilleurs clubs de Division d'Honneur, la deuxième division luxembourgeoise.
C'est l'Avenir Beggen qui remporte le titre cette saison, en terminant en tête du classement final du championnat. Le club devance à la différence de buts le double tenant du titre, la Jeunesse d'Esch et de 4 points l'Aris Bonnevoie. C'est le tout premier titre de champion du Luxembourg de l'histoire du club.

## Les 12 clubs participants
| - Fola Esch - Promu de Division d'Honneur - CS Grevenmacher - Promu de Division d'Honneur - US Mondorf - US Rumelange - CA Spora Luxembourg - Aris Bonnevoie | - AS La Jeunesse d'Esch - Union Luxembourg - US Dudelange - Avenir Beggen - Red Boys Differdange - Progrès Niedercorn |

## Compétition

### Classement
Le barème utilisé pour établir le classement est le suivant :
- Victoire : 2 points
- Match nul : 1 point
- Défaite : 0 point

| Rang | Équipe               | Pts | J  | G  | N | P  | Bp | Bc | Diff |
| ---- | -------------------- | --- | -- | -- | - | -- | -- | -- | ---- |
| 1    | Avenir Beggen        | 34  | 22 | 16 | 2 | 4  | 67 | 29 | +38  |
| 2    | Jeunesse d'Esch (T)  | 34  | 22 | 16 | 2 | 4  | 44 | 14 | +30  |
| 3    | Aris Bonnevoie       | 30  | 22 | 12 | 6 | 4  | 41 | 24 | +17  |
| 4    | Union Luxembourg (C) | 29  | 22 | 12 | 5 | 5  | 62 | 31 | +31  |
| 5    | US Dudelange         | 27  | 22 | 10 | 7 | 5  | 37 | 30 | +7   |
| 6    | Red Boys Differdange | 23  | 22 | 9  | 5 | 8  | 43 | 32 | +11  |
| 7    | CA Spora Luxembourg  | 17  | 22 | 7  | 3 | 12 | 35 | 42 | -7   |
| 8    | US Mondorf           | 17  | 22 | 7  | 3 | 12 | 30 | 51 | -21  |
| 9    | US Rumelange         | 16  | 22 | 4  | 8 | 10 | 19 | 27 | -8   |
| 10   | Progrès Niedercorn   | 13  | 22 | 4  | 5 | 13 | 27 | 61 | -34  |
| 11   | CS Grevenmacher (P)  | 13  | 22 | 4  | 5 | 13 | 21 | 56 | -35  |
| 12   | Fola Esch (P)        | 11  | 22 | 4  | 3 | 15 | 30 | 59 | -29  |

|  | Qualification pour la Coupe d'Europe des clubs champions 1969-1970                           |
|  | Qualification pour la Coupe des Coupes 1969-1970                                             |
|  | Qualification pour la Coupe des villes de foires 1969-1970                                   |
|  | Relégation en Division d'Honneur                                                             |
|  | (T) Tenant du titre (C) Vainqueur de la Coupe du Luxembourg (P) : Promu de deuxième division |

## Bilan de la saison
| Championnat du Luxembourg de football 1968-1969 |                           |
| Champion                                        | Avenir Beggen (1er titre) |
| Coupes et trophées                              |                           |
| Vainqueur de la Coupe du Luxembourg 1968-1969   | Union Luxembourg          |
| Qualifications continentales                    |                           |
| Coupe d'Europe des clubs champions 1969-1970    | Avenir Beggen             |
| Coupe des Coupes 1969-1970                      | Union Luxembourg          |
| Coupe des villes de foires 1969-1970            | Jeunesse d'Esch           |
| Promotions et relégations                       |                           |
| Promus en Division Nationale                    | Stade Dudelange           |
| Promus en Division Nationale                    | SC Tétange                |
| Relégués en Division d'Honneur                  | Fola Esch                 |
| Relégués en Division d'Honneur                  | CS Grevenmacher           |